# Simaquía

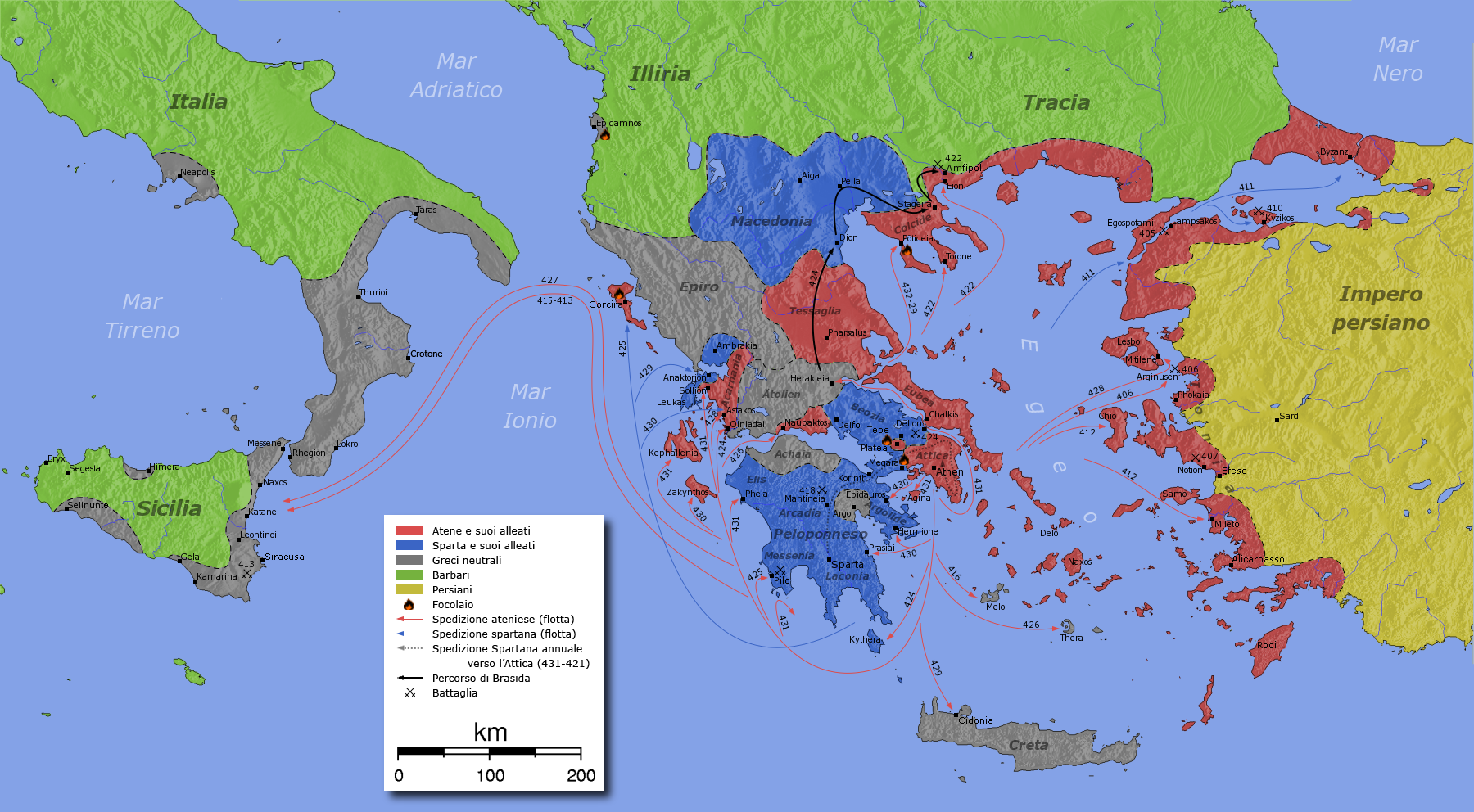
Mapa que ilustra las distintas alianzas de las Guerras del Peloponeso.

La simaquía o simmaquía (griego antiguo: συμμαχια; romanizado: symmachía, "luchar juntos") es una institución de la Antigua Grecia que, en el sentido original del término, funciona como una «colaboración para el combate». Es una alianza militar concluida entre dos o más polis (ciudades-estado independientes) con el objetivo de ir a la guerra contra un enemigo común o proporcionarse socorro mutuo en caso de ataque contra uno de los aliados.
El mando de las fuerzas y la dirección de las operaciones eran confiadas a uno de los Estados miembros, generalmente el más poderoso, que era denominado el hegemón ("jefe" o "conductor") de la simaquía.
Las decisiones teóricamente eran tomadas por un Consejo común (synedrion) formado por los representantes de los diferentes Estados.
No era raro que esta alianza, concebida en su origen con fines militares, se extendiera a una organización cuyos miembros se reunieran regularmente para adoptar una posición común en política exterior o para cualquier otro asunto de interés para los socios de la alianza.
Llegó el momento en que las necesidades de la guerra y la posición preeminente del hegemón tuvieron por efecto desviar la simaquía de su orientación primera y transformar la colaboración en dominación del miembro más fuerte.
Las dudas de la terminología moderna traducen las dificultades que los historiadores han reflejado para un único término los matices que cubrían la realidad de las diferentes simaquías conocidas y su identificación con asociaciones políticas de más amplio alcance, que se designaban con el nombre de koinón ("común", habitualmente traducido como "liga").
Los historiadores franceses también usan el término "confederación" para remarcar que se trataba de Estados teóricamente soberanos que consentían en la dejación de su soberanía para llevar a cabo acciones comunes. Los historiadores anglosajones utilizan generalmente el término de "liga". Otros términos apropiados, con más o menos flexibilidad, son los de «pacto», «eje» o «bloque militar».   
Estas simaquías podían hacerse por un período limitado o indefinidamente. Tucídides distingue entre una simaquía, como alianza tanto ofensiva como y defensiva, y una epimaquía, como alianza puramente defensiva.
Las ciudades griegas tuvieron en diferentes épocas, distintas agrupaciones llamadas simaquías o koina con una existencia más o menos breve:
- La Liga del Peloponeso, formada en la segunda mitad del siglo VI a. C., en torno a Esparta y que duró hasta el año 362 a. C.
- La Liga delo-ática, Liga de Delos o Confederación de Delos, creada en torno a Atenas tras la segunda guerra médica y que se hundió a finales del siglo V a. C.
- La Segunda Liga ateniense o Segunda Confederación de Atenas (la de Delos sería la primera), organizada por Atenas en 378 a. C. y que no sobrevivió a la revuelta de los aliados de 357/356 a. C., la denominada Guerra Social.
- La Liga de Corinto, creada por Filipo II de Macedonia en 337 a. C. y que desapareció durante la Guerra Lamiaca en 323/322 a. C.
- La Nueva Liga de Corinto, creada en 302 a. C. a instigación de Antígono I Monóftalmos y de su hijo Demetrio Poliorcetes, breve máquina de guerra contra el macedonio Casandro, que no sobrevivió a la derrota de sus promotores en 301 a. C.

Hubo otras ligas en la época helenística, pero ya no serían sobre la base de ciudades sino, signo de los tiempos, sobre federaciones, como la Liga helénica fundada por el rey de Macedonia Antígono II en 223 a. C., que se prolongó hasta el año 191 a. C., pero con eclipses merced a los caprichos de los políticos macedonios.